# Conduite lumière
Dans le monde du spectacle vivant, la conduite lumière d’un spectacle est un document qui détaille, dans l’ordre chronologique, les effets que le régisseur lumières doit mettre en œuvre au cours de ce spectacle, conformément à la création effectuée par l'éclairagiste.
Ce document est généralement une feuille où figurent, pour chaque moment où un éclairage varie, le timing (donné en général par le numéro de l’acte et de la scène et une réplique ou un déplacement d’acteur, et éventuellement une durée), le lieu et la position des appareils concernés, leur intensité lumineuse.